# Ivan Bunin

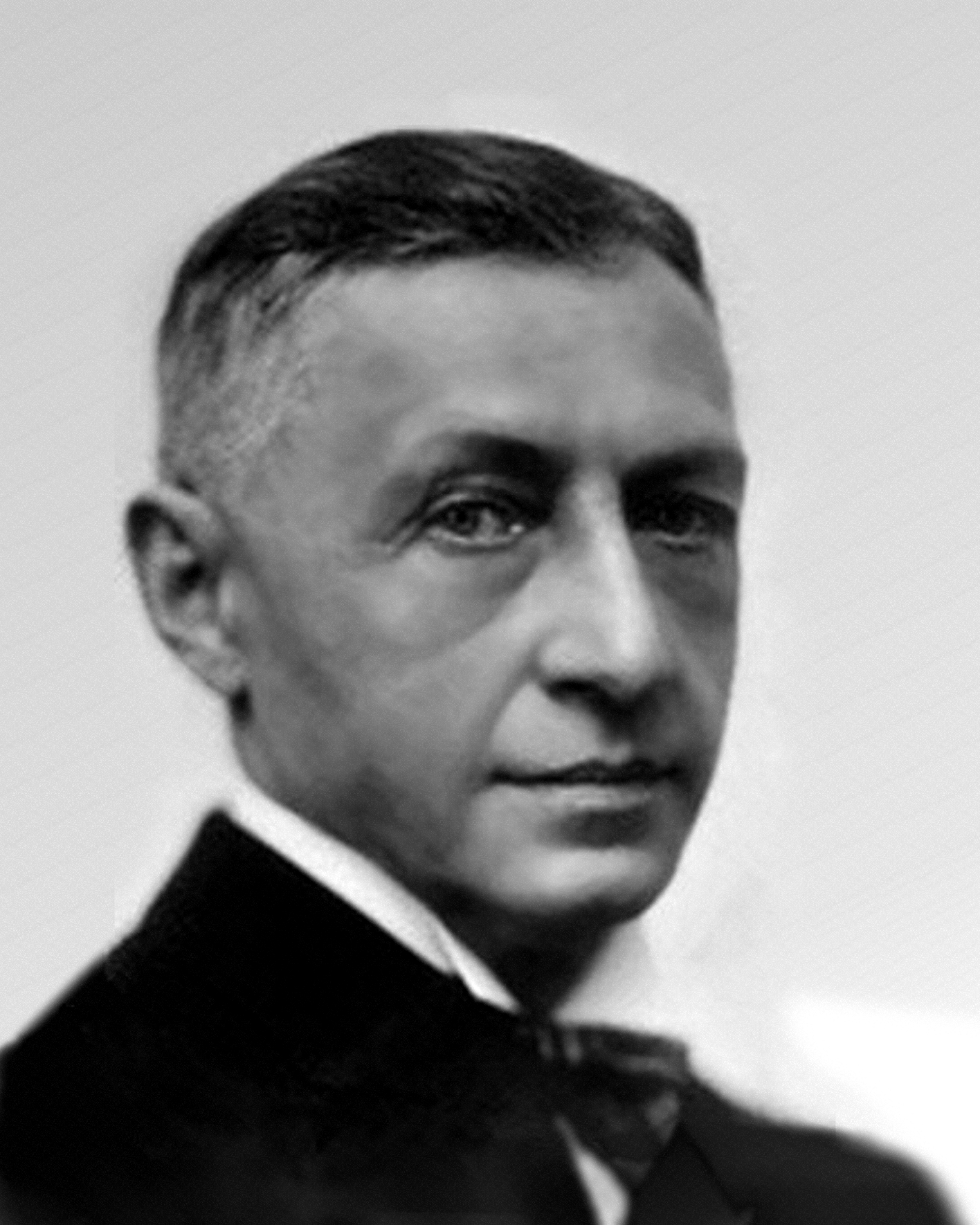
Ivan Bunin 1933.

Ivan Aleksejevitj Bunin (ryska: Иван Алексеевич Бунин), född 22 oktober (10 oktober enligt g.s.) 1870 i Voronezj, död 8 november 1953 i Paris, var en rysk författare, bosatt i Frankrike från 1920.
Ivan Bunin började som formsäker, symbolistisk poet men övergick med tiden alltmer till prosa. Han fick Nobelpriset i litteratur 1933 och har även tilldelats Pusjkinpriset.
Ivan Bunin debuterade som en klassisk och formsäker poet i symbolismens anda. I sina unga år inledde han en nära bekantskap med Maksim Gorkij som var inspirerad av realismen. Bunin blev även han inspirerad och provade den sena ryska realismens metoder i en serie av melankoliska berättelser om den ryska landsbygdens förfall och om brutaliteten i det ryska bylivet. Han gick även in på den utdöende godsägarklassens förtvining. Allt detta skildrade han bland annat i romanerna Byn (1910) och Suchodol (1912).

## Verk översatta till svenska
- Byn: en prosadikt; Suchodol: en prosadikt (Derevnja och Suchodol) (översättning Ruth Wedin Rothstein, Svenska andelsförlaget, 1924)
- Herrn från San Francisco (Gospodin iz San Franciska) (översättning Ruth Wedin Rothstein, Svenska andelsförlaget, 1925)
- Arsenjevs ungdom (Žiznʹ Arseneva) (översättning Ruth Wedin Rothstein, Geber, 1931). Ny översättning av Per-Olof Andersson med titeln Arsenjevs liv: ungdomen (Akvilon, 2014)
- Mitjas kärlek och andra noveller (Mitina ljubov) (översättning Sigurd Agrell, Geber, 1931)
- Livets bägare och andra noveller (Casa zizni) (översättning Sigurd Agrell, Geber, 1932)
- Arsenjevs irrfärder (Žiznʹ Arseneva) (översättning Ruth Wedin Rothstein, Geber, 1933)
- Spegeln och andra noveller  (ur Sotjinenia och Znanie) (översättning David Belin, Saxon & Lindström, 1933)
- Mörka alléer (Temnye allei) (översättning Per-Olof Andersson, Akvilon, 2008)

## Övrigt
Asteroiden 3890 Bunin är uppkallad efter honom.